# Romanisches Haus (Bad Kösen)

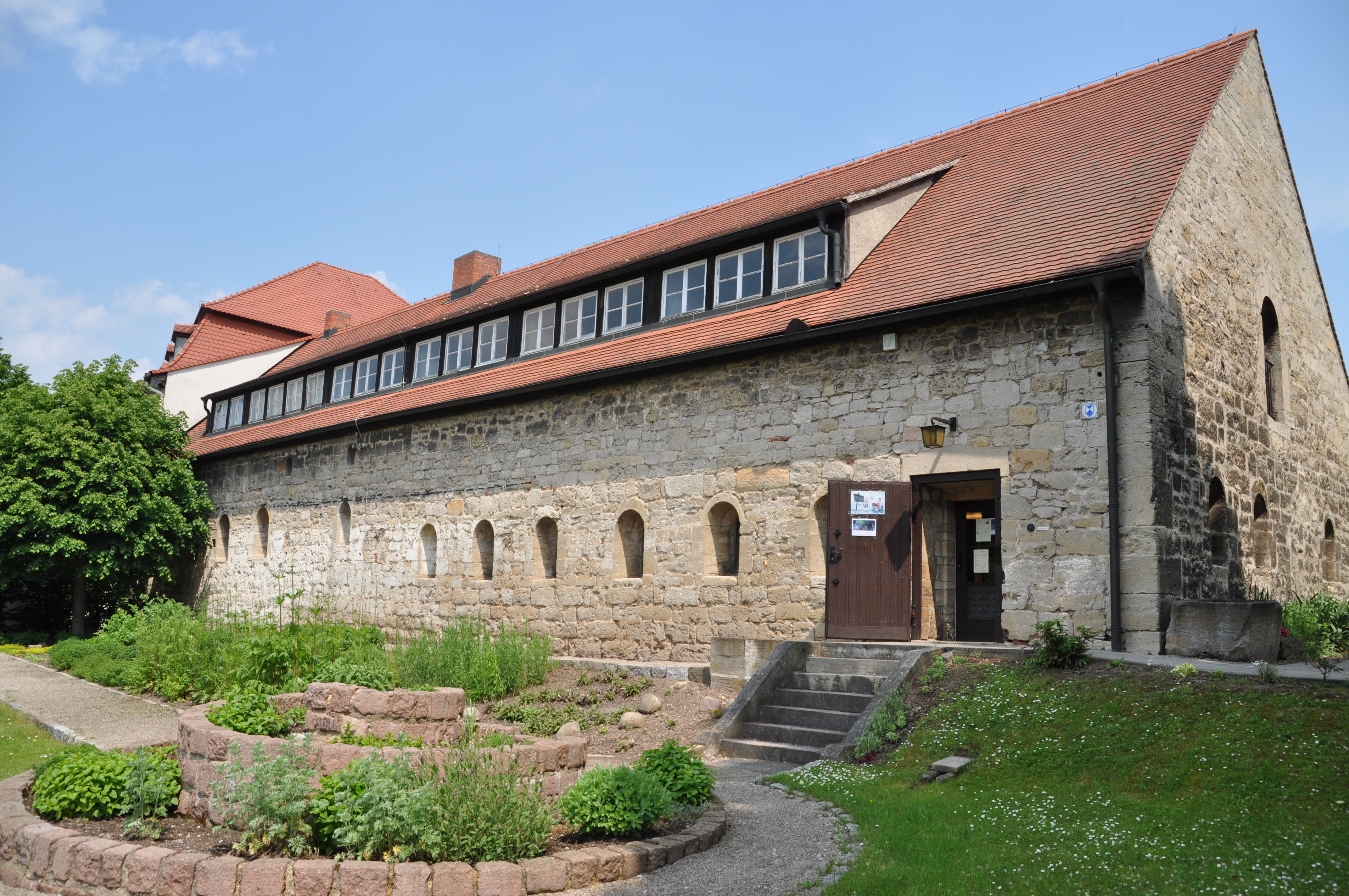
Romanisches Haus (Vorderseite)

Das Romanische Haus in Bad Kösen ist einer der ältesten Profanbauten in Mitteldeutschland. Es ist Teil der Straße der Romanik und wird heute als städtisches Museum genutzt.

## Bau

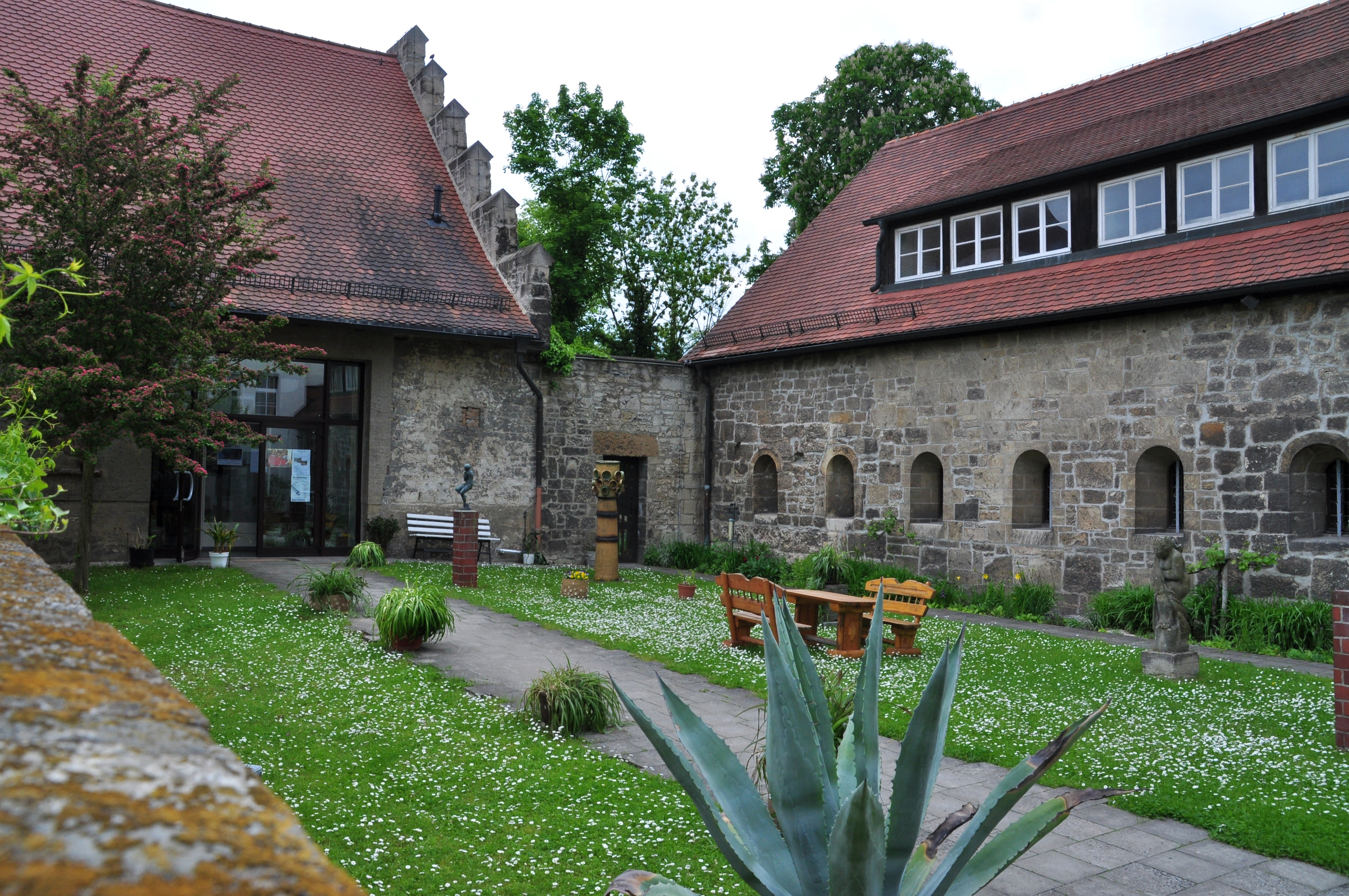
Hof des Romanischen Hauses, links die Kunsthalle

Das Gebäude ist 31 m lang und 11 m breit. Die Bausubstanz des in Naturstein aufgeführten Hauses geht auf die Zeit der Romanik um das Jahr 1100 zurück. Es gehörte zu einem Bischofshof im Bistum Naumburg. Zur Zeit der Einrichtung der Zisterzienserabtei Pforta war Cusne (Kösen) ein Vorwerk, stand also in Abhängigkeit von Schulpforte.
Das Gebäude wird seit 1955 als Museum genutzt. Es zeigt eine Dauerausstellung über Kösener Stadtgeschichte und über die Geschichte des Klosters Pforta. Im Obergeschoss wird die Geschichte der Kösener Saline bis 1859 sowie die anschließende Entwicklung des Ortes zum Solbad gezeigt. Ergänzt wird dies durch einige Exponate zur Geschichte des Kösener Senioren-Convents-Verbandes in der Stadt. Durch das Romanische Haus erreicht man über einen Skulpturengarten mit einer kleinen Ausstellung teils mittelalterlicher, teils zeitgenössischer Plastik die Kunsthalle. Hier werden im Erdgeschoss Wechselausstellungen und im Obergeschoss eine Sammlung von rund 250 Puppen der Kösener Künstlerin Käthe Kruse und die Sammlung Wilhelm Bröker gezeigt. Seit der Eingemeindung Bad Kösens nach Naumburg zum 1. Januar 2010 wird das Romanische Haus als Einrichtung des Stadtmuseums Naumburg geführt.